# フリードリヒ・フレーベル
- フリードリッヒ・フレーベル

フリードリヒ・ヴィルヘルム・アウグスト・フレーベル もしくは フレーベル (ドイツ語: Friedrich Wilhelm August Fröbel;1782年4月21日 - 1852年6月21日) は、ドイツの教育者でヨハン・ハインリヒ・ペスタロッチの弟子、幼児教育の祖。幼児（人間）の中に宿る神性を信じ、子供には独自のニーズと能力があるという認識に基づいて近代教育の基礎を築いた。
彼は幼稚園の概念を創り出し、「幼稚園」(Kindergarten)という言葉も彼の創案になるものである。この言葉はすぐに英語を始めとする諸国語にも取り入れられた。彼はまた、恩物(Gabe)という名で知られる教育玩具も開発した。

## 生涯

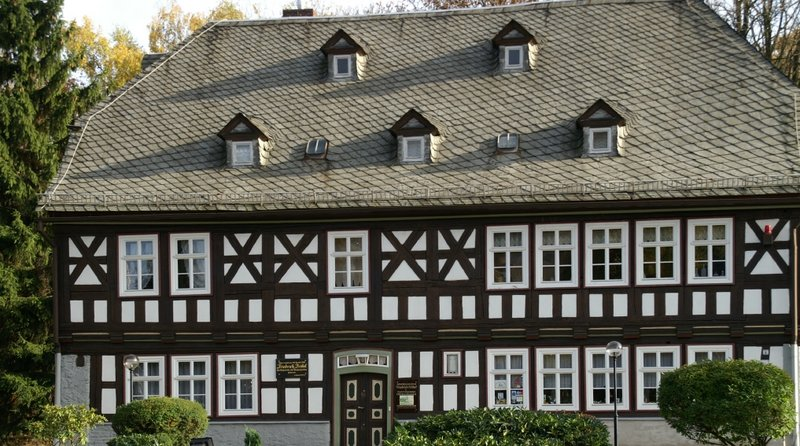
フレーベルの生まれたオーバーヴァイスバッハの生家

フリードリヒ・フレーベルはテューリンゲン州シュヴァルツブルク＝ルドルシュタット公国のオーバーヴァイスバッハで生まれた。5人の兄姉のいる末子である。フレーベルの母の名前はヤコビーヌ・エレオノーレ・フリーデリケ（出生名はホフマン）であった。フレーベルが生まれて間もなく、母親の健康が衰え始めた。母親はフレーベルが生後9ヶ月の時に亡くなり、彼の人生に大きな影響を与えた。フレーベルの父、ヨハン・ヤコブ・フレーベルは、そこの正統派ルーテル派（alt-lutherisch）教区の牧師であった。父が再婚し、4歳で継母を持つことになったが、新しい母の実子が生まれるにいたり、疎まれるようになる。こうして、彼は孤独な幼少年期を過ごす。自然と宗教的な情操教育が、唯一彼の糧となる。教会とルーテル派キリスト教の信仰は、フレーベル自身の初期の教育の柱であった。
オーバーヴァイスバッハは「テューリンゲンの森」地域にある裕福な村で、何世紀にもわたって天然のハーブ療法、チンキ剤、苦味剤、石鹸、軟膏で知られていた。各家庭は、森のハーブや根菜を栽培し、収穫する土地をそれぞれ受け継いでいた。各家庭は、それぞれの製品を準備し、瓶詰めし、生産した。これらの製品は、父から息子へと受け継がれる交易ルートでヨーロッパ中に運ばれた。息子たちは、愛情を込めて荷担ぎの薬剤師(直訳では、傴僂の薬剤師)と呼ばれていた。彼らは旅で手に入れた芸術品で教会を飾り、その多くは、改装された建物で今でも見ることができる。フレーベルが父の説教を聞いた説教壇は、ヨーロッパ最大のもので、牧師と 12 人の人々を収容することができる。これは、キリストの使徒を直接表している。
1792年、フレーベルの家庭の事情を察した叔父が、彼を引き取ってくれ、エアフルト近郊のシュタット＝イルムという小さな町に移り住み、小学校に通った。自然を愛したフレーベルは15歳で農業・林業の見習いとなった。1799年、彼は見習いを辞め、イエナで数学と植物学を学ぶことを決意した。1802年に父が亡くなった。1802年から1803年まで、彼は土地測量士として働いた。1804年から1805年まで、彼はメクレンブルクの農場で秘書として働くかたわら、農場主の図書室でさまざまな分野の書籍に親しんだ。彼の自伝によれば、1805年にスイスで2週間滞在し、その間ヨハン・ハインリヒ・ペスタロッチに会って教えを受けた。1818年9月11日、フレーベルはベルリンでヴィルヘルミーネ・ヘンリエッテ・ホフマイスター（1780年生まれ）と結婚した。この夫婦の間には子供はいなかった。ヴィルヘルミーネは1839年に亡くなり、フレーベルは1851年に再婚した。2度目の妻はルイーズ・レヴィンである。彼の従妹にヘンリエッテ・シュラーダー＝ブライマンの母親がおり、ヘンリエッテは彼の弟子となった。

### キャリア

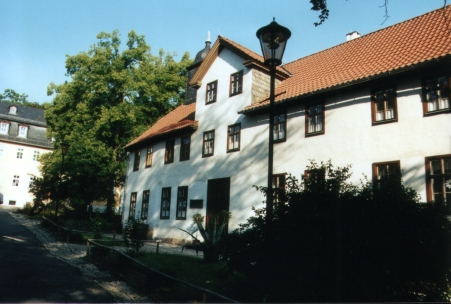
カイルハウの一般ドイツ教育舎、現在のカイルハウ自由フレーベルスクール

フレーベルは生涯を通じて、自然と教育への関心を行き来した。1805年にフランクフルトのペスタロッチ・ムスターシューレ（ギムナジウムに相当） で教育者としてのキャリアを開始し、そこでペスタロッチの思想について学んだ。1806年から、フレーベルはフランクフルトの貴族フォン・ホルツハウゼン家の3人の息子の住み込み教師となった。1808年から1810年まで、彼は3人の子供たちとともにスイスの イヴェルドン・レ・バンにあるペスタロッチの研究所に住んでいた。彼は研究所の教員同士の対立関係に幻滅しつつも、ペスタロッチの手法をさらに発展させ、人間の成長における幼少期の重要性を見出した。
1811年、フレーベルは再びゲッティンゲンとベルリンの学校に戻ったが、結局資格を取得せずに退学した。彼はベルリンの男子寄宿学校で、当時は教育と愛国心の中心でもあったプラマンシェ・シューレの教師になった。ナポレオンに対する解放戦争の勃発によって学業を中断し、1813年と1814年にリュッツォウ義勇軍に所属した。グロースゲルシェンの戦いに参戦していた頃、フレーベルは神学者で同僚の教育者であるヴィルヘルム・ミッデンドルフや、同じく教育者であるハインリヒ・ランゲタールと親交を持った。
ワーテルローの戦いとウィーン会議の後、フレーベルは再び民間人となり、1814年から1816年にかけてベルリン大学クリスティアン・サミュエル・ヴァイスの下で鉱物学博物館の助手となり、鉱物の結晶の研究と分類を行った。彼は結晶の構造に魅了され、後にこう書いている。「私は、長い間抱いていた予感、つまり、本来の岩盤から引き剥がされた、いわゆる生命のない石や岩の破片の中にさえ、変化し発展するエネルギーと活動の芽が潜んでいるという予感を、常に真実であると証明してきた。私の周囲にある多様な形態の中で、私は、あらゆる種類のさまざまな変化の下に、ひとつの発展の法則を認めた。…そしてその後、私の岩石や結晶は、人類、そして人類の発展と歴史を観察するための鏡として役立った。…地質学と結晶学は、私に知識と洞察のより高次の輪を開いてくれただけでなく、私の探究、私の推測、そして私の努力のより高い目標も示してくれた。今や、自然と人間は、その数え切れないほどのさまざまな発展段階を通して、互いに説明し合っているように私には思えた。」
1816年、ストックホルムで教授職のオファーを受けたが、彼はそれを断り、代わりにシュタットイルム近郊のグリースハイムで私立学校「一般ドイツ教育施設」(Allgemeine Deutsche Erziehungsanstalt)を設立した。1年後、彼は学校をルドルシュタット近郊のカイルハウに移転した。1831年、他の共同創設者であるヴィルヘルム・ミッデンドルフとハインリヒ・ランゲタールによってそこで研究が続けられた。1820年、フレーベルは5冊のカイルハウ小冊子のうち最初のもの『我らがドイツ民族に寄せる』を出版した。これは、内容はカイルハウの学校案内である。残りの4冊は、それから1823年の間に出版された。
1826年、彼は主著『人間の教育』を出版し、週刊誌『教育する家族』を創刊した。 1828年と1829年にはヘルバ（現在はマイニンゲンの構成自治体）に国民教育施設（ Volkserziehungsanstalt ）を設立する計画を進めたが、実現には至らなかった。1831 年から 1836 年まで、フレーベルは再びスイスに住んでいた。 1831 年に彼はルツェルン州ノイエンキルヒのヴァルテンゼー城館に当地の貴族の勧めで教育機関を設立した。 1833 年に彼は施設をヴィリザウに移し、1835 年から 1836 年にかけてブルクドルフで孤児院を率い、そこで定期刊行書『Grundzüge der Menschenerziehung』 (人間教育の基本的な特徴) も発行した。 1836年に彼の作品『Erneuerung des Lebens erfordert das neue Jahr 1836（生命の革新は新たな1836年を求める）』が出版された。孤児院には付属の初等学校が設置されるはずであったが、1836年5月フレーベルが病気の妻とドイツに帰国するまでには開校されなかった。フレーベルが去ったあとの孤児院と学校はランゲタールが指導した。
彼はドイツに戻り、ほぼ専ら幼児教育に専念し、テューリンゲンのバート・ブランケンブルクで遊び道具（教育遊具）の製造を始めた。1837 年、バート・ブランケンブルクに幼児向けの保育、遊び、活動の施設を設立した。「児童および青少年期の作業衝動を育成するための施設（Anstalt zur Pflege des Beschäftigungstriebes für Kindheit und Jugend）」という名をつけられていたが、実態はおもちゃ工場であった。1838 年から 1840 年にかけて、雑誌『Ein Sonntagsblatt für Gleichgesinnte （同好の士のための日曜版新聞）』も発行した。1840年、フレーベルはヴィルヘルム・ミッデンドルフ、ハインリヒ・ランゲタールとともに1837年にバート・ブランケンブルクに幼児向けの遊びと活動研究所「一般ドイツ幼稚園（Der Allegemeine Deutsche Kindergarten）」を設立し、その研究所にちなんで「幼稚園」という造語を作った。フレーベルの考えがルドルシュタット近郊のカイユハウに移植されたとき、この2人はフレーベルの最も忠実な同僚だった。

1840年、教育者エミリー・ロナルズはフレーベルのアプローチを研究した最初のイギリス人であり、フレーベルは彼女に幼稚園の概念をイギリスに移植するよう勧めた。
彼は、幾何学的な積み木やパターン活動ブロックを含む、恩物（Gabe）として知られる教育用遊具を考案した。ノーマン・ブロスターマン著の『Inventing Kindergarten』という本では、フリードリヒ・フレーベルが建築家のフランク・ロイド・ライトと現代美術に与えた影響について考察している。
フリードリヒ・フレーベルの偉大な洞察力は、学習における子供の活動の重要性を認識したことでした。彼は「自由な活動」（ Freiarbeit）の概念を教育学に導入し、「遊び」を子供の生活の典型的な形態として確立し、その遊びの教育的価値も確立した。最初の幼稚園での活動には、歌、ダンス、ガーデニング、フレーベルの恩物を使った自主的な遊びなどがあった。フレーベルは、彼が出版した歌集『母と子の愛撫の歌』で、幼い子供に大人の生活の世界を紹介することを企てた。子どもの発達と教育に関するこれらの考えは、彼の最大の支持者であるベルタ・フォン・マレンホルツ＝ビューロー男爵夫人のたゆまぬ努力を通じて、学界や王室に紹介された。彼女を通して、フレーベルはネーデルラント王家、ザクセン＝ヴァイマル大公のロマノフ王妃を含むテューリンゲン公爵夫人たちとの知己を得た。マレンホルツ＝ビューロー男爵夫人、マイニンゲン公爵、フレーベルは、ゲーテ生誕100周年を記念して、子どもたちの芸術教育を支援するための寄付金を集めた。マイニンゲン公爵は、保養地バート・リーベンシュタインにあるマリエンタール（マリアの谷）と呼ばれる狩猟小屋の使用を許可し、フレーベルはそこで初めて女性を幼稚園教諭（Kindergärtnerinnen）として養成する仕事を始めた。(F・W・A・フレーベル『フレーベル賛歌: 子どもと人間の友あての女性たちの書簡』フレーベル館、1991年)
1848年から1849年のドイツ革命を鎮圧した後、プロイセン政府は新しい思想の取り締まりを続け、1851年に幼稚園を禁止した。 これに落胆したフレーベルは、1852年6月21日に現在シュヴァイナを構成する町であるマリエンタールで亡くなった。 彼の墓は今でもシュヴァイナの墓地にあり、ハンブルクで亡くなった未亡人も1900年1月10日に同じ場所に埋葬されている。

## フレーベルの遺産

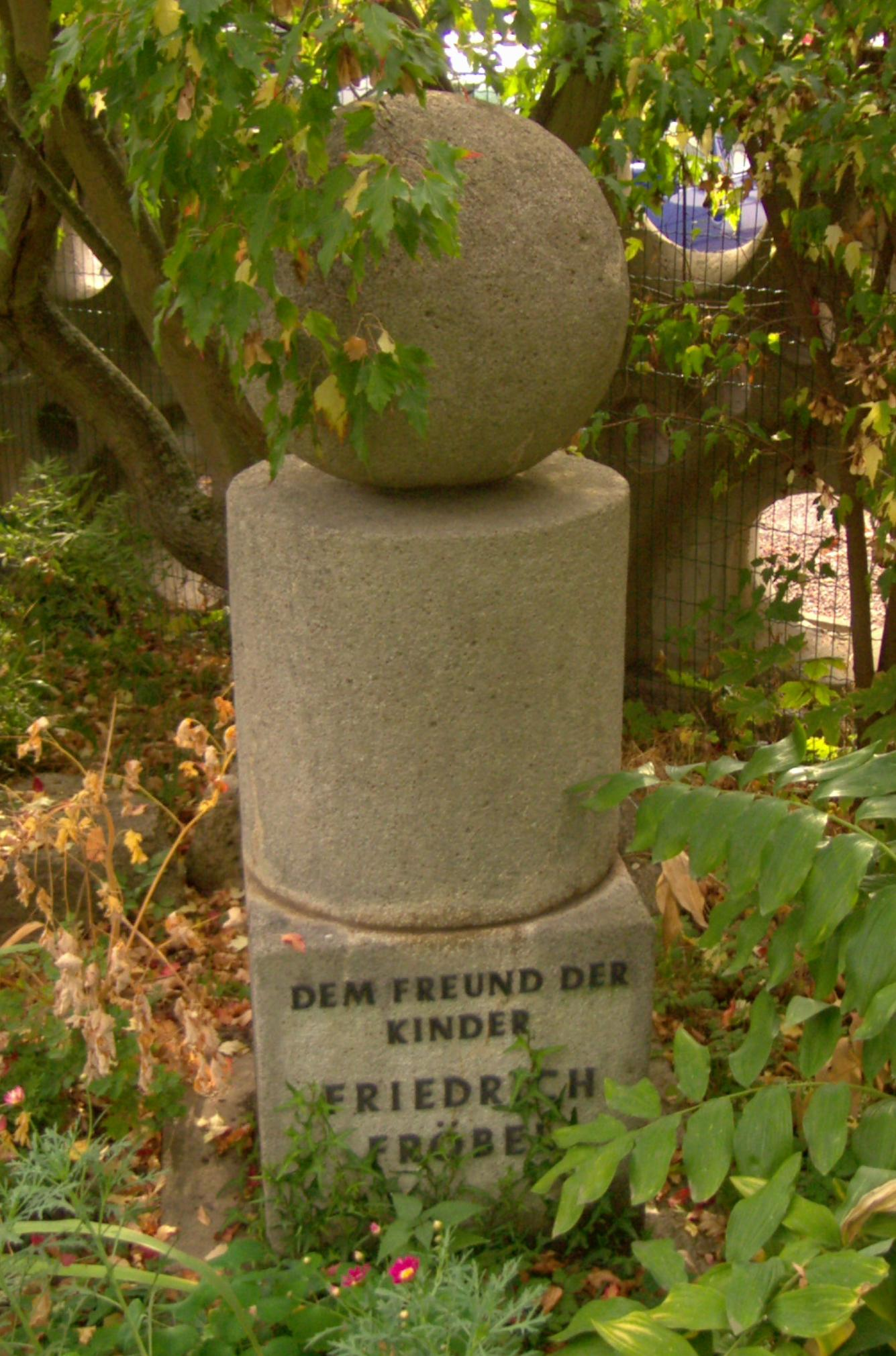
チューリンゲン州ミュールハウゼンのフレーベル幼稚園にあるフレーベル記念碑には、教育学の基本的な形式が示されている。

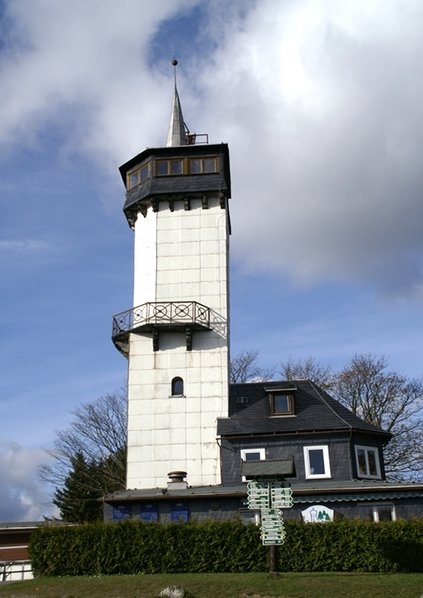
オーバーヴァイスバッハ近くのフレーベルトゥルム

フレーベルの幼稚園の構想は人気があったが、ドイツでの普及はプロイセン政府によって阻止された。プロイセン政府の教育省は、幼稚園が「宗教と政治の領域に破壊的な傾向がある」として「無神論的で扇動的」であるとして、1851年8月7日に幼稚園禁止令を発令し、幼稚園を禁止した。 他のドイツ諸州もこれに倣った。しかし、禁止の理由は、フレーベルという名前の取り違えだった可能性もある。フレーベルの甥カール・フレーベルは、"Weibliche Hochschulen und Kindergärten" (女子大学と幼稚園) を執筆・出版していたが、どうやらこれはある程度の非難を浴びたようだ。カール・アウグスト・ヴァルンハーゲン・フォン・エンゼの言葉を引用すると、「愚かな大臣 (カール・オットー) フォン・ラウマーは、カール・フレーベルの本に基づいて、幼稚園の禁止令を出した。彼はフリードリヒとカール・フレーベルを取り違えている。」
突然の禁止令により、ドイツから教師たちが離散し、その思想が他の国々に広まった。フレーベルの弟子であるマルガレーテ・シュルツは、1856年にウィスコンシン州ウォータータウンに米国初の幼稚園を設立した（ただし、別の弟子であるルイザ・フランケンバーグ( Louisa Frankenberg)は、フレーベルが「幼稚園」という用語を考案する前の1836年に、オハイオ州コロンバスにフレーベルの教育法に基づく学校を設立している）。
どちらの学校も、授業はドイツ語で行われ、主にドイツからの移民コミュニティを対象としていた。彼女の影響を受けたエリザベス・ピーボディは、 1860年にボストンのウェスト・ストリートに米国初の英語幼稚園を設立した。 ドイツから亡命したアドルフ・ドゥエイも1859年にボストンに幼稚園を設立したが、わずか1年で閉鎖せざるを得なかった。しかし、1866年までにニューヨーク市に別の幼稚園を設立していた。
19世紀中期から後半にかけて、西洋諸国から来た多くの宣教師が、日本中にフレーベルの幼稚園教育理論を広めた。著名なアメリカ人宣教師でフレーベル主義者のアニー・ライオン・ハウ（1852年 - 1943年）は、頌栄幼稚園頌栄保姆伝習所（現 頌栄短期大学）という教員養成学校を設立したことで特に影響力があった。ハウは日本の生徒専用のカリキュラムを開発し、何百人もの日本人女性に幼稚園教育にフレーベルの教育方法を用いるよう指導した。
教育学者アウグスト・ケーラーは、1863 年にテューリンゲン州で最初に設立されたDeutscher Fröbelverein (ドイツフレーベル協会) の創始者および共同設立者であり、1872 年にはこれがAllgemeiner Fröbelverein (一般フレーベル協会) に、1 年後にはDeutscher Fröbelverband (ドイツフレーベル連盟) に発展した。ケーラーはフレーベル理論を批判的に分析および評価し、基本的な概念を自身の幼稚園教育に取り入れてこれを拡張し、独自の「ケーラー幼稚園教育法」を開発しました。ケーラーは1857 年にゴータで初めて幼稚園教師の養成を行った。当初、ケーラーは男性教師のみを採用することを考えていたが、応募者があまりにも少なすぎた。
テクラ・ナヴォーは1853年10月にゾンダースハウゼンに最初の幼稚園を設立し、1867年4月1日にはプロイセンの禁止令が解除された後、ノルトハウゼンに最初の幼稚園を設立した。アンジェリカ・ハルトマンは1864年にフレーベルのモデルに倣ってアンハルト州のケーテンに最初の幼稚園を設立した。1908年と1911年には、ドイツで州の規制法により幼稚園教師の養成が認められた。
それ以来、ドイツにはフレーベルの名を冠した幼稚園が数多くあり、彼の教育法を継承している。その多くは保護者やその他の個人の主導で設立されたものである。最大のフレーベル協会であるFröbel eV ( ])は現在、フレーベル・グループを通じて全国で 100 を超える幼稚園やその他の幼児教育施設を運営している。
フレーベルの遺産を継承する活動には、新テューリンゲン フレーベル協会 (NTFV) も参加しており、特に遺産の事業収益の保護に尽力しています。協会は、カイルハウで学校博物館とフレーベルアーカイブを運営している。さらに、世界各地 (米国、英国、日本) のフレーベル協会にも参加している。このネットワークを通じて、NTFV は、本物の「フレーベルの町」カイルハウの最も顕著な現代教育法の 1 つをさらに継承している。現在ノルトハウゼンのフレーベル アカデミーが授与しているフレーベル ディプロマも、NTFV に由来するものである。これらすべてが、フレーベルの思想が未来にまで生き続けることを保証している。
1892年、フレーベルの信奉者たちは、彼の伝統を継承するため、ロンドン南西部に教員養成カレッジを設立した。フレーベル・カレッジは現在、ローハンプトン大学の構成カレッジであり、同大学の教育学部の本拠地となっている。ローハンプトン大学図書館には、フリードリヒ・フレーベルの教育遺産、幼児期および初等教育を中心とした書籍、アーカイブ、写真、物品、マルチメディア資料のコレクションであるフレーベル児童研究アーカイブも収蔵されている。もともとケンジントンのコレット・コートにあったデモンストレーション・スクールは、ローハンプトンのイブストック・プレイス・スクールに発展した。

現在もベルリンのペスタロッチ・フレーベルハウスでは保育士の養成を続けている。
アメリカでは彼の誕生日である4月21日に全国幼稚園の日が制定されている。

## 文化的な影響
フレーベルの建築形態と運動遊びは抽象芸術の先駆けであり、バウハウス運動のインスピレーションの源でもある。フレーベルに敬意を表して、ヴァルター・グロピウスはフリードリヒ・フレーベル・ハウスを設計した。フランク・ロイド・ライト、ル・コルビュジエ、バックミンスター・フラーなど、多くのモダニズム建築家が子供の頃にフレーベルの幾何学に関する考えに触れていた。

### その後世への影響
幼児教育のための最初の学校の創設では、ロバート・オウエンに数年の遅れをとったが、「幼稚園」（Kindergarten）という言葉は、彼の造語で、その功績に感謝して、世界の多くの国々で幼児教育のための学校は、Kindergarten、Kindergarden と呼ばれている。日本語の「幼稚園」もそれを翻訳したもの。幼稚園では、お遊戯、お絵かき、生活体験などが重視され、園庭と花壇があるというのは、彼のコンセプトから生まれたものである。
また、教育のための玩具として「恩物」（おんぶつ、ドイツ語＝Spielgabe、英語＝Froebel Gifts）を開発したことでも知られる。これは、球や立方体などの数学的な原理の学習や生活の周囲にあるものをそれで表現して遊ぶもので、教育玩具の始まりをなすものといってもいい。国内のいくつかの幼稚園では、これを幼児教育に積極的に活用しているところがある。アメリカの著名な建築家、フランク・ロイド・ライトは、自分の建築がこの恩物の影響を受けたものだと語っているし、またバウハウスの発想やその教育にも影響を及ぼした。
著書に、『フレーベル自伝』、『人の教育』、『幼稚園教育学』、『母の歌と愛撫の歌』などがある。フレーベルの没後に編纂された「フレーベル教育学著作全集」(1862年-1863年）が、『フレーベル全集』として玉川大学出版部から全5巻で刊行されている。ドイツ本国においても著名な日本人研究者としては、荘司雅子、小笠原道雄が挙げられる。フレーベルの研究は、日本の幼稚園、保育所教育に大きな影響を与えてきた。
アンパンマンで有名な日本の出版社フレーベル館は、彼の名前に由来している。

## 主要な著作
(カイルハウ時代の主要な作品からの抜粋)
- An unser deutsches Volk (To Our German People). Erfurt 1820.

- Durchgreifende, dem deutschen Charakter erschöpfend genügende Erziehung ist das Grund- und Quellbedürfnis des deutschen Volkes. Erfurt 1821.

- Die Grundsätze, der Zweck und das innere Leben der allgemeinen deutschen Erziehungsanstalt in Keilhau bei Rudolstadt. Rudolstadt 1821.

- Die allgemeine deutsche Erziehungsanstalt in Keilhau betreffend (Concerning the General German Educational Institution in Keilhau). Rudolstadt 1822.

- Über deutsche Erziehung überhaupt und über das allgemeine Deutsche der Erziehungsanstalt in Keilhau insbesondere. Rudolstadt 1822.

- Fortgesetzte Nachricht von der allgemeinen deutschen Erziehungsanstalt in Keilhau. Rudolstadt 1823.

- Die Menschenerziehung, die Erziehungs-, Unterrichts- und Lehrkunst, angestrebt in der allgemeinen deutschen Erziehungsanstalt zu Keilhau. Erster Band. Keilhau-Leipzig 1826.

- Die erziehenden Familien. Wochenblatt für Selbstbildung und die Bildung Anderer. Keilhau-Leipzig 1826.

### 邦訳
- 『フレーベル全集』全5巻　玉川大学出版部　1977-1981年
  - 第1巻「教育の弁明」1977年
  - 第2巻「人の教育」1976年
  - 第3巻「教育論文集」1977年
  - 第4巻「幼稚園教育学」1981年
  - 第5巻「続　幼稚園教育学、母の歌と愛撫の歌」1981年
- 『フレーベル自伝』（長田新訳）1937年（邦訳：岩波文庫　1949年）
- 『人間の教育』（田制佐重訳 文京書院　1924年、岩崎次男訳　明治図書　1960年、荒井武訳　岩波書店　1964年）
- 『母の歌と愛撫の歌』（フリードリヒ・ウンゲル絵 ; ロバート・コール作曲 ; 熊谷周子編 ドレミ楽譜出版社 1991年）
- 『幼稚園教育学』